# دانیل گوچی
دانیل گوچی (انگلیسی: Daniel Guicci; ۲۷ دسامبر ۱۹۴۳ – ۳۱ مارس ۲۰۱۶) بازیکن فوتبال اهل فرانسه بود.
از باشگاه‌هایی که در آن بازی کرده‌است می‌توان به باشگاه فوتبال پاری سن ژرمن، باشگاه فوتبال والنسین، و باشگاه فوتبال پاریس اف سی اشاره کرد.
وی همچنین در تیم ملی فوتبال France Amateurs بازی کرده‌است.